# Фынотэ-Сэлам
Фынотэ-Сэлам — город в зоне Мираб Годжам региона Амхара, Эфиопия. Население на 2007 год — 25 913 человек.

## История
В 1964 году частный фонд «Шведская помощь прокажённым детям в Эфиопии» построил больницу в Фынотэ-Сэлам. Больница Фынотэ-Сэлам является районной больницей, хотя и не преобразована в больницу общего профиля. В 2019 году прошла демонстрация персонала больницы с требованием надлежащего управления и того, что «больница должна быть больницей общего профиля».

## Демография
Согласно национальной переписи населения 2007 года, проведенной Центральным статистическим агентством Эфиопии, в городе проживало 25 913 человек. Большинство (95,91 %) жителей исповедуют эфиопское православное христианство, а 3,34 % были мусульманами. По данным переписи 1994 года, общая численность населения составляла 13 834 человека.